# Trigomphus succumbens
Trigomphus succumbens – gatunek ważki z rodziny gadziogłówkowatych (Gomphidae). Występuje w Chinach; stwierdzony w prowincji Jilin w północno-wschodniej części kraju.